# ماكس ويبر (ضابط)
ماكس ويبر (بالإنجليزية: Max Weber)‏ (و. 1824 – 1901 م) هو ضابط، ودبلوماسي أمريكي، ولد في آخرن، توفي في بروكلين، عن عمر يناهز 77 عاماً.

## الخدمة العسكرية
خدم في جيش الاتحاد.